# Haanina intermedia
Haanina intermedia är en kackerlacksart som först beskrevs av Bolívar 1898.  Haanina intermedia ingår i släktet Haanina och familjen jättekackerlackor. Inga underarter finns listade i Catalogue of Life.